# Babcock and Wilcox (voetbalclub)
Babcock and Wilcox is een voormalige Amerikaanse voetbalclub uit Bayonne, New Jersey. De club werd opgericht in 1913 en opgeheven in 1921. De club speelde vijf seizoenen in de National Association Football League. Tot in ieder geval 1932 werd er in de amateurcompetities van New Jersey gevoetbald, toen ze voor de vijfde keer de New Jersey State Cup wonnen.

## Erelijst
- American Cup

Runner up (1): 1918